# Le colt cantarono la morte e fu... tempo di massacro
Le colt cantarono la morte e fu... tempo di massacro (br Tempo de Massacre)  é um filme italiano de 1966, do gênero spaghetti western, dirigido e produzido por diretor italiano Lucio Fulci (futuro mestre do filme de terror) e estrelado por Franco Nero e George Hilton. É um dos melhores filmes deste subgênero, com uma aura de mistério e escuridão muito interessante e incomum no gênero.

## Sinopse
Tom Corbert (Franco Nero), de volta às suas terras de origem, aconselhado pelo amigo Carradine, encontra os Scott de posse do seu rancho e terras. Porém seu irmão Jeff (George Hilton), conta-lhe que o velho Scottt (Giuseppe Addobbati) é seu pai. Nesse período trava-se uma verdadeira batalha entre Tom e os pistoleiros acabando com a morte do velho Scott pelo seu próprio filho Júnior (Nino Castelnuovo).

## Elenco
- Franco Nero - Tom Corbett
- George Hilton - Jeff Corbett
- Linda Sini - Brady
- Giuseppe Addobbati - Senhor Scott
- Nino Castelnuovo - Jason 'Junior' Scott
- Tom Felleghy - Murray
- Tchang Yu - Coveiro